# Sociobiologia e natura umana
Sociobiologia e natura umana, è un libro scritto da autori vari, docenti e ricercatori universitari di varie discipline, dalla sociologia alla filosofia, dalla antropologia alla economia e alla storia e filosofia della scienza. Tra gli illustri firme si annoverano quelle di Edward Osborne Wilson, il fondatore della disciplina e di Gerald Holton, professore di fisica e di storia della scienza presso l'Università di Harvard.
Quindi si tratta di una sintesi di uno studio interdisciplinare dedicata a sviluppare un bilancio della prima fase di vita della sociobiologia e una previsione sui possibili scenari futuri della disciplina.
Una delle tematiche fondamentali che contraddistingue questa carrellata di interventi è il collegamento fra eredità biologica e natura umana, evitando, possibilmente, quelle interpretazioni pre-scientifiche che nel corso del secolo hanno cercato di giustificare comportamenti orribili.
Ben lontani dal riproporre la logorante polemica tra innato e acquisito, tra eredità e ambiente, gli studiosi cercano di scoprire, invece, quali siano le strade che consentano l'interazione fra ambiente e le componenti biologiche e soprattutto in quale modo l'educazione si possa considerare natura.
L'edizione italiana è corredata da una introduzione di circa cinquanta pagine effettuata dal sociologo italiano Luciano Gallino, che analizza la validità delle ipotesi fondamentali della sociobiologia, i suoi concetti complementari, la relazione gene-comportamento, la concezione della natura umana vista dai sociobiologi.

## Edizioni
- Kenneth Ewart Boulding, Sociobiologia e natura umana, Edward O. Wilson, Gerald Holton, Marjorie Grene, S. L. Washburn, Pierre L. Van den Berghe, David L. Hull, coll. Nuovo Politecnico, Einaudi, 1978,  p. 166.